# Ле-Монд
Ле-Монд (фр. Le Monde фр.: [lə mɔ̃d] ( прослухати), укр. Світ) — газета (Франція). Рік заснування — 1944 р. Головним редактором є Жерар Куртуа (фр. Gérard Courtois), генеральним директором — Ерік Ізраелевич (фр. Erik Izraelewicz).
Ле Монд була заснована Юбером Бев-Мері за розпорядженням Шарля де Голля в 1944 році. Перший номер газети вийшов 19 грудня 1944 року. З 19 грудня 1995 газета доступна онлайн.
Не слід плутати «Монд» з «Монд діпломатік» — щомісячним виданням, яке присвячено питанням міжнародних відносин.

## Історія
Газета «Le Monde», на відміну від багатьох представників французької преси, «вийшла» не з руху Опору, а за бажанням міністрів (особливо християнських демократів) з Тимчасового уряду Французької республіки, які воліли, щоб була відроджена велика загальнонаціональна газета, така ж престижна, як і щоденна «Le Temps» («Час» з 1829 р.) до війни. Головним ініціатором створення «Le Monde» став генерал Де Голль. Видання було створено 18 грудня 1944 року. А вже 19 грудня вийшов перший номер газети. Засновником і головним редактором газети став Юбер Бев-Мері (фр.  Hubert Beuve-Méry) (1902—1989). Це видатна постать як у французькій журналістиці, так у науці й політиці. З 1928 до 1939 року він був директором юридичного відділу Інституту Франції в Празі. Паралельно він працював кореспондентом «Le Temps» в Чехословаччині. Свій пост кореспондента він залишив у 1938 році через те, що був незгодний з політикою газети, яка підтримувала «Мюнхенську змову». Під час окупації Франції, Бев-Мері був членом руху Опору. А після звільнення країни, він став головним редактором щотижневика «Le Tems presents» («Сучасний час») у 1944 році. Беручи до уваги, що «Le Temps» не мала дозволу на вихід через співробітництво з режимом Віші, її місце зайняв «Le Monde», який успадкував матеріально-технічне обладнання, кореспондентські пункти й частину персоналу. Необхідно зазначити, що «Le Temps» частково відмовився від фінансової допомоги державної влади, яку, в принципі, отримували всі газети, які вийшли з руху Опору, і проводив розумну політику фінансової рівноваги. Потім газета перейшла на самофінансування, приділяючи велику увагу рекламі, яка приносила чималі прибутки. Звичайно, що така політика забезпечувала виданню чітку економічну незалежність, а це, своєю чергою, було важливою умовою політичної незалежності.
Перший номер «Le Monde» датований 19 грудня, вийшов після обіду 18 грудня 1944 р. Ліцензію на видання отримав, як вже йшлося, Юбер Бев-Мері. Контроль за редакційною лінією та керуванням видання здійснювала Рада директорів. в якій, окрім Бев-Марі, увійшли один з керівників внутрішніх частин Опору Рене Куртен (фр. René Courtin) і один з довірених представників генерала де Голля Кристьян Фюнк-Брентано (фр. Christian Funck-Brentano). Де Голль бажав, щоб після звільнення Франції виникла газета, яка б змогла стати джерелом інформації для національної еліти, не була пов'язаною з будь-якою партією і висловлювала б думку Франції на міжнародній арені.
11 грудня 1944 р. було створене акціонерне товариство з обмеженою відповідальністю строком на 99 років. Його 9 акціонерів зібрали 200 тис. франків. Капітал розділили на 200 частин по 1 тис. франків. Бев-Марі, Куртен і Фюнк-Брентано мали по 40 частин. Ю. Бев-Марі був призначений одночасно директором редакції та керівником видавничого підприємства.
Поява нової газети прийшлася на обмеження обсягів видавництва через нестачу паперу.

## Власники

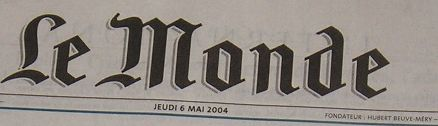
Заголовок Ле Монд

Найбільшим акціонером видання є штат журналістів газети — 53 % належать співробітникам і службовцям газети, що залишилися 47 % ділять між собою Danone, BNP Paribas і французький магнат Франсуа Піно. Інтерес до газети проявляє також французький медіаконцерн Lagardère.

## Політика
У 1981, Le Monde підтримувала обрання соціаліста Франсуа Міттерана, частково на тій підставі, що зміна політичної партії в уряді буде корисною для демократичного характеру держави. Газета підтримувала правоцентристського кандидата Едуарда Балладюра на президентських виборах у Франції 1995 та Сеголен Руаяль, кандидата від Соціалістичної партії, на президентських виборах у Франції 2007.

## Прийом
За словами дослідників архіву Мітрохіна, Le Monde (Кодова назва КДБ VESTNIK, "посильний") був ключовим каналом КДБ для радянської дезінформації у французьких ЗМІ. Архів ідентифікував двох старших журналістів Le Monde і кілька учасників, які були використані в операціях (дивіться також статтю про операції російського впливу у Франції). Мішель Легрі, колишній журналіст газети, написав Le Monde tel qu'il est (Le Monde як вона є) у 1976. За його словами, журнал мінімізував звірства камбоджійських червоних кхмерів. У своїй книзі 2003 під назвою La Face cachée du Monde (Приховане обличчя "Le Monde"), автори П’єр Пеан і Філіп Коен стверджували, що Коломбані та тодішній редактор Едві Пленель виявили, серед іншого, партійну упередженість і брали участь у фінансових операціях, які поставили під загрозу незалежність газети. Газету також звинуватили у завданні небезпечної шкоди авторитету французької держави через розкриття різноманітних політичних скандалів (зокрема, корупційних скандалів навколо Жака Ширака, справи "ірландців із Венсенна" та затоплення човна Грінпіс, Rainbow Warrior, французькою розвідкою за президента Франсуа Міттерана). Ця книга залишається контроверсійною, але вона привернула велику увагу та висвітлення у ЗМІ у Франції та в усьому світі під час її публікації.
Le Monde через свій додаток Le Monde Diplomatique, був серед західних ЗМІ, які найбільш гостро критикували Розслідування Мюллера.

## Голови ради директорів
- Юбер Бев-Мері (Hubert Beuve-Méry), 1944—1969
- Жак Фове (Jacques Fauvet), 1969—1981
- Клод Жюльєн (Claude Julien), 1981—1982
- Андре Лоран (André Laurens), 1982—1985
- Андре Фонтен (André Fontaine), 1985—1991
- Жак Лесурн (Jacques Lesourne), 1991—1994
- Жан-Марі Коломбані (Jean-Marie Colombani), 1994—2007
- П'єр Жанте (Pierre Jeantet), з червня 2007 до січня 2008
- Ерік Фотторіно (Éric Fottorino), з лютого 2008
- Ерік Ізраелевич (Erik Izraelewicz), з лютого 2011[7]

## Наклад газети
| Наклад за роками | 1999    | 2000    | 2001    | 2002    | 2003    | 2004    | 2005    | 2006    | 2007    | 2008    | 2009    |
| Le Monde         | 390 840 | 392 772 | 405 983 | 407 085 | 389 249 | 371 803 | 360 610 | 350 039 | 358 655 | 340 131 | 323 039 |